# Haag (Niederösterreich)
Haag ist eine Stadtgemeinde mit 5.851 Einwohnern (Stand 1. Jänner 2025) im Bezirk Amstetten in Niederösterreich.

## Geografie
Haag liegt im Westen des Mostviertels im niederösterreichischen Alpenvorland, etwa 16 Prozent der Gemeindefläche sind bewaldet.

### Gemeindegliederung
Haag besteht aus zwölf Katastralgemeinden (Fläche Stand 31. Dezember 2023). Die gleichnamigen Ortschaften wurden mit 2020 aufgelöst:
- Edelhof (622,31 ha) samt Ederhöhe, Fadlhof, Pesendorf, Sieberg und Untermayrhofen
- Gstetten (312,79 ha) samt Klingenbrunn, Paga und Ziegelstadl
- Haag Stadt (272,83 ha), Ortschaft Haag samt Himsental
- Heimberg (360,87 ha) samt Außermayrhofen, Imberg und Rathäuser
- Holzleiten (450,56 ha) samt Göblitz, Hadersbach, Hochwall, Unreinfußen, Winnersdorf und Zauchhof
- Knillhof (399,42 ha) samt Pernersdorf, Pinnersdorf und Stampfhof
- Krottendorf (481,97 ha) samt Lehen, Rippel, Waldbauern, Waldhäuser und Wolflucken
- Porstenberg (295,22 ha) samt Mitterndorf und Richersdorf
- Radhof (520,08 ha) samt Dörfl, Hub, Spitzenwinkel und Stibitzhof
- Reichhub (779,45 ha) samt Ederhöhe, Klaubling, Lembach und Radelsbach
- Salaberg (371,73 ha) samt Waldhäuser
- Schudutz (627,69 ha) samt Braunsberg, Haindorf, Kroisboden, Schmiedhub und Tiefenleiten

### Nachbargemeinden
| St. Valentin |                                             | Strengberg          |
| Ernsthofen   | Kompassrose, die auf Nachbargemeinden zeigt | Wolfsbach           |
| Haidershofen | Weistrach                                   | St. Peter in der Au |

## Geschichte
Im Altertum war das Gebiet Teil der römischen Provinz Noricum.
- 1032 wurde die Weihe der Kirche von Haag durch den Passauer Bischof Berengar belegt, dies ist die erste urkundliche Nennung des Ortsnamens.
- 1282 erfolgte die erste urkundliche Erwähnung der Burg Salaberg.
- 1921 wurde die Gemeinde Haag geteilt in die Gemeinde Haag-Land und Markt Haag.[2]
- 1932 erfolgte die Stadterhebung von Markt Haag.
- 1938 wurden die getrennten Gemeinden Stadt Haag und Haag-Land zu einer Großgemeinde vereinigt.[3][4]

### Bevölkerungsentwicklung
| Haag: Einwohnerzahlen von 1869 bis 2025             | Haag: Einwohnerzahlen von 1869 bis 2025 | Haag: Einwohnerzahlen von 1869 bis 2025 | Haag: Einwohnerzahlen von 1869 bis 2025 | Haag: Einwohnerzahlen von 1869 bis 2025 |
| --------------------------------------------------- | --------------------------------------- | --------------------------------------- | --------------------------------------- | --------------------------------------- |
| Jahr                                                |                                         |                                         |                                         | Einwohner                               |
| 1869                                                | 1869                                    |                                         | 3.929                                   | 3.929                                   |
| 1880                                                | 1880                                    |                                         | 3.915                                   | 3.915                                   |
| 1890                                                | 1890                                    |                                         | 3.882                                   | 3.882                                   |
| 1900                                                | 1900                                    |                                         | 4.182                                   | 4.182                                   |
| 1910                                                | 1910                                    |                                         | 4.273                                   | 4.273                                   |
| 1923                                                | 1923                                    |                                         | 4.303                                   | 4.303                                   |
| 1934                                                | 1934                                    |                                         | 4.402                                   | 4.402                                   |
| 1939                                                | 1939                                    |                                         | 4.492                                   | 4.492                                   |
| 1951                                                | 1951                                    |                                         | 4.502                                   | 4.502                                   |
| 1961                                                | 1961                                    |                                         | 4.671                                   | 4.671                                   |
| 1971                                                | 1971                                    |                                         | 5.060                                   | 5.060                                   |
| 1981                                                | 1981                                    |                                         | 5.097                                   | 5.097                                   |
| 1991                                                | 1991                                    |                                         | 5.146                                   | 5.146                                   |
| 2001                                                | 2001                                    |                                         | 5.170                                   | 5.170                                   |
| 2011                                                | 2011                                    |                                         | 5.405                                   | 5.405                                   |
| 2021                                                | 2021                                    |                                         | 5.669                                   | 5.669                                   |
| 2025                                                | 2025                                    |                                         | 5.851                                   | 5.851                                   |
| Quelle(n): Statistik Austria, Gebietsstand 1.1.2021 |                                         |                                         |                                         |                                         |

## Kultur und Sehenswürdigkeiten

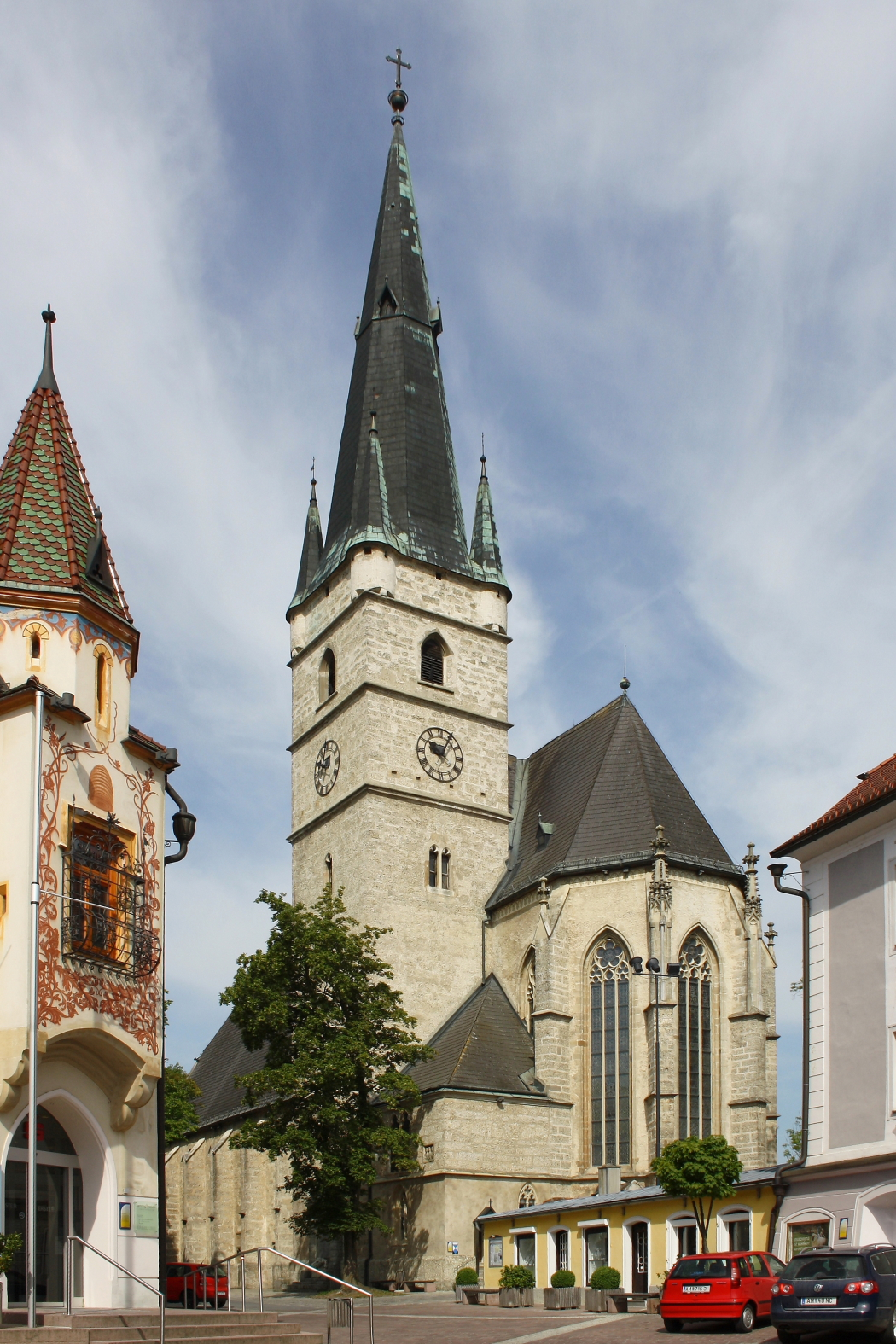
Pfarrkirche Haag

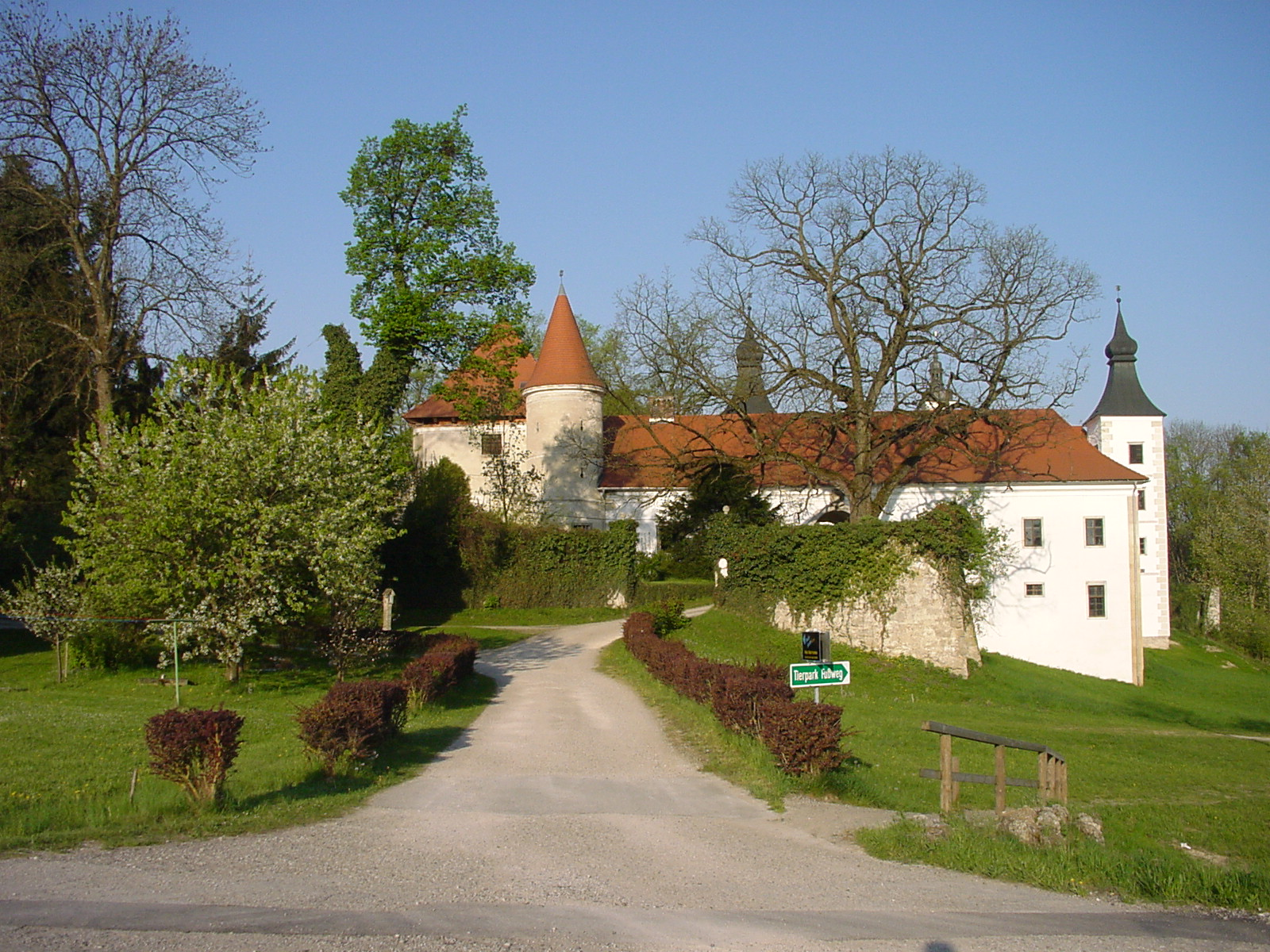
Schloss Salaberg

- Katholische Pfarrkirche Haag hl. Michael: In Haag steht eine zwischen 1432 und 1485 erbaute, spätgotische Wehrkirche, die dem Hl. Michael geweiht ist. 1969/70 erfolgte eine völlige Neugestaltung des Innenraumes, 2001 die Einweihung einer neuen Orgel mit 36 Registern (Orgelbau Kögler, St. Florian).
- Schloss Salaberg: mit Bauteilen aus der Renaissance und dem Barock. Nicht öffentlich zugänglich. Der Venezianische Festsaal kann jedoch für Veranstaltungen gemietet werden und auch die Schlosskapelle wird für kirchliche Feiern zur Verfügung gestellt.
- Versorgungshauskapelle Haag
- Barockes Badehaus: Das zum Schloss Salaberg gehörende barocke Badehaus kann besichtigt werden.
- Niederösterreichisches Freilichtmuseum: präsentiert etwa 20 Objekte (alte Gebäude), vorwiegend aus dem Mostviertel.
- Mostviertelmuseum: Das Mostviertelmuseum zeigt unzählige Gegenstände zum Thema Most, Feldwirtschaft, Flachsverarbeitung, Bienenwirtschaft, alte Wohnkultur u. a.[5]
- Tierpark Stadt Haag: mit mehr als 80 heimischen und exotischen Tierarten. Der ganzjährig geöffnete Tierpark befindet sich in der Parkanlage Schloss Salaberg von Eduard Petzold.
- Haager Theaterkeller
- Erlebnisbad-Parkbad Haag

- Theatersommer Haag: Intendant Christian Dolezal; seit dem Jahr 2000 findet jährlich der Theatersommer Haag statt; gespielt wird auf dem Hauptplatz auf der temporären Theatertribüne, die vielfach ausgezeichnet wurde.

## Wirtschaft und Infrastruktur

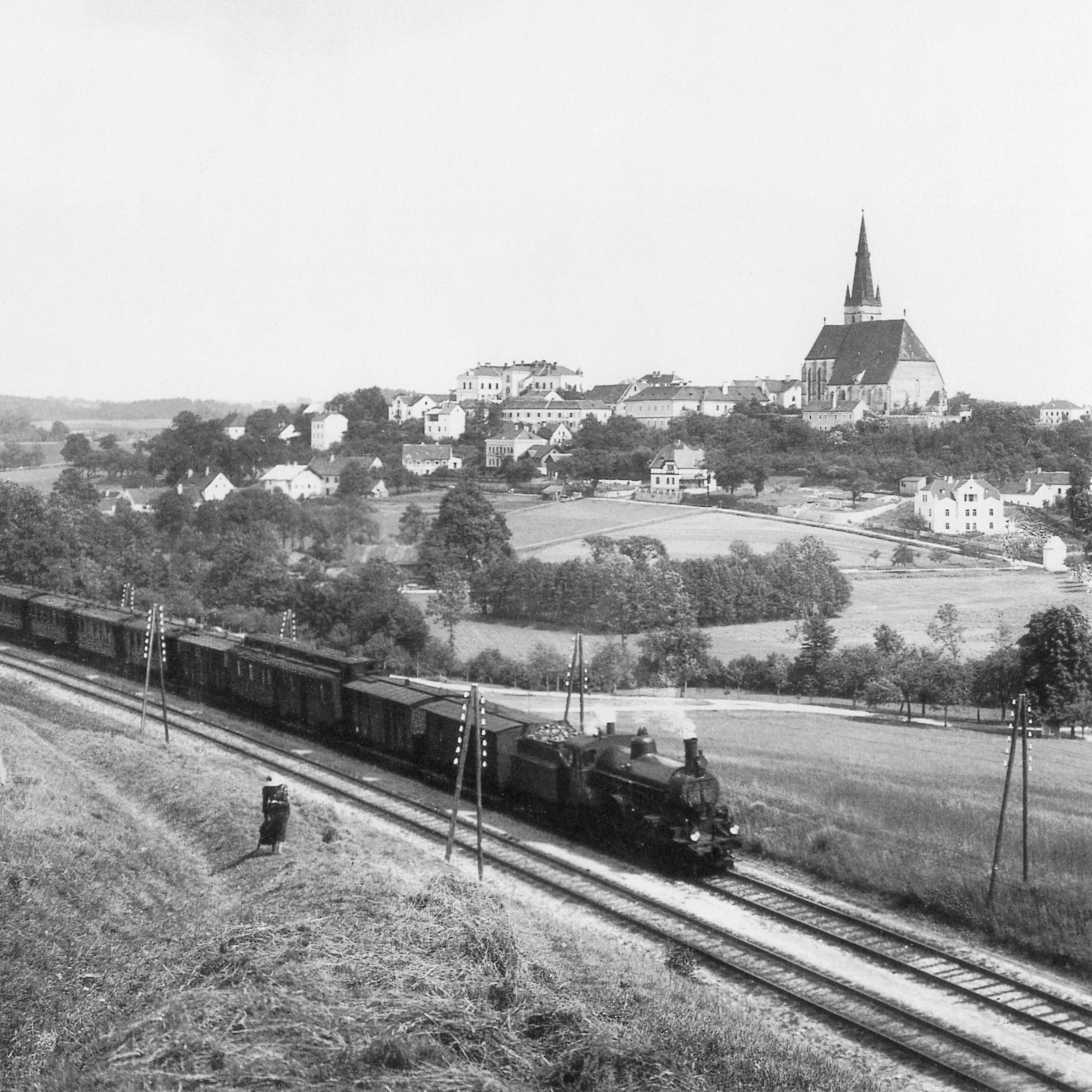
Stadt Haag mit Zug der Westbahn um 1900

Im Jahr 2001 gab es 214 nichtlandwirtschaftliche Arbeitsstätten, die Erhebung 1999 zählte 242 land- und forstwirtschaftliche Betriebe. Nach der Volkszählung 2001 gab es 2.325 Erwerbstätige am Wohnort. Die Erwerbsquote lag 2001 bei 47 Prozent. Im Jahresdurchschnitt 2003 gab es am Ort 372 Arbeitslose.

### Verkehr
- Bahn: Die Stadt Haag liegt an der alten Trasse der Westbahn, die hier eine Haltestelle hat. (Die Neubaustrecke umfährt die Stadt im 6840 m langen Siebergtunnel.) In der Nähe liegt die Anschlussstelle Haag der Westautobahn A 1; wenige Kilometer weiter ist bei Strengberg die Wiener Straße B 1 zu erreichen. Dadurch sind die Bezirkshauptstadt Amstetten, die Landeshauptstadt Sankt Pölten und schließlich Wien sowie die schon in Oberösterreich gelegenen Städte Enns und Linz leicht erreichbar.
- Straße: Über die Haager Straße B 42 besteht eine Verbindung in das rund 15 km entfernte Steyr.

### Öffentliche Einrichtungen
In der Gemeinde gibt es zwei Kindergärten, eine Volksschule, eine Neue Mittelschule sowie eine Höhere Lehranstalt für wirtschaftliche Berufe (HLW).

### Sport
Im September 2008 wurde ein 17 Meter hoher Kletterturm in Haag eröffnet, die Kosten betrugen rund 240.000 Euro.

## Politik

### Gemeinderat
Der Gemeinderat hat 29 Mitglieder.
- Nach den Gemeinderatswahlen in Niederösterreich 1990 hatte der Gemeinderat folgende Verteilung: 15 ÖVP, 7 SPÖ, 6 Liste für Haag und 1 FPÖ.
- Nach den Gemeinderatswahlen in Niederösterreich 1995 hatte der Gemeinderat folgende Verteilung: 14 ÖVP, 8 Liste für Haag, 6 SPÖ und 1 FPÖ.[10]
- Nach den Gemeinderatswahlen in Niederösterreich 2000 hatte der Gemeinderat folgende Verteilung: 17 ÖVP, 6 Liste für Haag, 5 SPÖ und 1 FPÖ.[11]
- Nach den Gemeinderatswahlen in Niederösterreich 2005 hatte der Gemeinderat folgende Verteilung: 17 ÖVP, 8 SPÖ und 4 Liste für Haag.[12]
- Nach den Gemeinderatswahlen in Niederösterreich 2010 hatte der Gemeinderat folgende Verteilung: 16 ÖVP, 8 SPÖ, 4 Liste für Haag und 1 FPÖ.[13]
- Nach den Gemeinderatswahlen in Niederösterreich 2015 hatte der Gemeinderat folgende Verteilung: 16 ÖVP, 6 Liste für Haag, 6 SPÖ und 1 FPÖ.[14]
- Nach den Gemeinderatswahlen in Niederösterreich 2020 hatte der Gemeinderat folgende Verteilung: 17 ÖVP, 9 Liste für Haag und 3 SPÖ.[15]
- Nach den Gemeinderatswahlen in Niederösterreich 2025 hat der Gemeinderat folgende Verteilung: 14 ÖVP, 10 Liste für Haag, 3 SPÖ und 2 FPÖ.[16]

### Bürgermeister
Bürgermeister nach 1945:
- 1945 (Mai bis Nov) Franz Martetschläger
- 1945–1962 Franz Sturm (ÖVP)
- 1962–1987 Ernst Huber (ÖVP)
- 1987–1994 Josef Jochinger (ÖVP)
- 1994–1995 Franz Hochetlinger (ÖVP)
- 1995–2003 Josef Andesner (ÖVP)
- 2003–2015 Josef Sturm (ÖVP)
- seit 2015 Lukas Michlmayr (ÖVP)

Bürgermeister 1919 bis 1945
Mit dem Landtagsbeschluss vom 21. Dezember 1921 wurde die Trennung in Marktgemeinde Haag und Gemeinde Haag-Land vollzogen.
Bürgermeister Land waren:
- 1922–1938 Josef Nagelstraßer
- 1938–1939 Josef Radelspöck

Bürgermeister Markt (ab 1932 Stadt) waren:
- 1922–1924 Rudolf Weiss
- 1924–1939 Stefan Ströbitzer

Mit 1. Juli 1939 wurde mit Entscheid des Landeshauptmannes von NÖ die Gemeinde Haag-Land in die (seit 1932 neue) Stadtgemeinde Haag eingegliedert.
- 1939–1945  Stefan Ströbitzer

Bürgermeister bis 1919
vor 1850 waren Marktrichter, die ähnliche Aufgaben wie Bürgermeister hatten, Gemeindeoberhaupt
- 1850–1861 Josef von Pachner
- 1861–1892 Ferdinand Bachmayr
- 1892–1893 Josef Wagner
- 1893–1902 Josef Aigner
- 1902–1907 Rudolf Weiss
- 1907–1919 Johann Kaiserreiner

### Wappen
Kaiser Ferdinand I. verlieh dem damaligen Markt Haag 1563 das mit dem Bild des Erzengel Michaels versehene Wappen.

## Persönlichkeiten

### Ehrenbürger der Stadt
- Erwin Pröll (* 1946), Landeshauptmann von Niederösterreich 1992–2017

### Söhne und Töchter der Stadt
- Josef Wagner (1874–1938), Politiker (CSP) und katholischer Priester
- Josef Sturm (1885–1944), Geistlicher und Politiker
- Armin Sturmberger (1891–1973), Architekt
- Franz Stoll (1902–1956), Tischlermeister und Politiker
- Rudolf Beran (1914–1970), Bildhauer und Museumsbediensteter
- Franz Brunner (1926–1982), Landwirt und Politiker
- Hans Achatz (1943–2017), Politiker und Richter
- Wolfgang Brandstetter (* 1957), Vizekanzler und Justizminister
- Jessica Pilz (* 1996), Sportkletterin
- Eva Maria Hammelmüller (* 2000), Sportkletterin

### Mit der Stadt verbundene Persönlichkeiten
- Josef Leeb (1921–2005), Kapellmeister
- Valentin Preuenhueber († 1642), Geschichtsschreiber
- Wilhelm Ripl (1937–2022), Limnologe